# Kleine leeuwenbek
De kleine leeuwenbek (Chaenorhinum minus) is een kruidachtige plant uit de weegbreefamilie. De soort komt in België en Nederland plaatselijk vrij algemeen voor, vooral op kalkhoudende en verstoorde bodems.
De naam kleine leeuwenbek verwijst naar de voor een leeuwenbek zeer kleine, nauwelijks opvallende bloemen.

## Naamgeving enetymologie
- Synoniemen: Chaenorrhinum minus (L.) Lange, Linaria minor (L.) Desf., Antirrhinum minus L., Microrhinum minus (L.) Fourr.

- Engels: Dwarf Snapdragon, Small Toadflax
- Frans: Petite Linaire, Tete de mort, Petit Chaenorrhinum
- Duits: Klaffmund, Kleiner Orant, Kleines Leinkraut, Kleines Löwenmaul
- Spaans: Espuelilla de hoja carnosa, Linaria pequena

De botanische naam Chaenorhinum is een samenstelling van Oudgrieks χαίνειν, chainein (openen) en ῥίς, rhis (snuit), naar de vorm van de bloem. De soortaanduiding minus is Latijn en betekent 'minder'.

## Kenmerken
De kleine leeuwenbek is een eenjarige plant. De bloemstengel wordt tot 25 cm lang, meestal onvertakt maar tot bossig vertakt, rechtopstaand, grijsgroen en bezet met kleverige haren. De bladeren zijn lijn- tot spatelvormig, onderaan tegenoverstaand, hogerop verspreid langs de stengel, kortgesteeld, gaafrandig en met stompe top.
De bloemen staan afzonderlijk op lange stelen in de oksels van de bovenste stengelbladeren. De kelk staat rechtop en is diep verdeeld in vijf ongelijke spatelvormige lobben. De bloemkroon is tot 9 mm lang, lichtpaars met bleekgeel gehemelte, min of meer buisvormig, achteraan uitlopend in een kort kegelvormig spoor, naar voor openend met twee bloemlippen, een bovenste tweelobbige lip en een onderste drielobbige. Het gehemelte sluit de buis niet volledig af. Er zijn vier meeldraden en een bovenstandig vruchtbeginsel. De vrucht is een doosvrucht.
De kleine leeuwenbek bloeit van juni tot oktober.

## Habitaten verspreiding
De kleine leeuwenbek komt vooral voor op open, zonnige, matig droge tot vochtige, matig voedselrijke plaatsen, vooral op kalkrijke en zandige bodems, en dikwijls op verstoorde bodems, zoals in akkers en moestuinen, op spoorwegbermen, dijken en rivieroevers, in steengroeven, op kalkrotsen, oude muren, puinhellingen en kleiwanden.
De plant komt voor in heel Europa, behalve in het hoge noorden, en in Zuidwest-Azië.
In België is de plant plaatselijk vrij algemeen zowel in Vlaanderen als in Wallonië, in Nederland plaatselijk vrij algemeen in Limburg, het rivierengebied en in Zeeland, elders zeldzaam.

## Verwante en gelijkende soorten
De kleine leeuwenbek kan door zijn meestal onvertakte bloemstengel, lijnvormige tot spatelvormige bladeren en kleinere bloemen onderscheiden worden van het marjoleinbekje (Chaenorrhinum origanifolium).